# Anna Engelke (Journalistin)
Anna Engelke (* 1969 in Unna) ist eine deutsche Rundfunkjournalistin. Von 2017 bis 2022 war sie Sprecherin des deutschen Bundespräsidenten Frank-Walter Steinmeier.

## Leben und Wirken
Engelke wuchs im Dortmunder Stadtteil Bövinghausen auf und verbrachte 1986 ein Jahr als Austauschschülerin in New Jersey. Nach dem Abitur am Bert-Brecht-Gymnasium studierte sie Betriebswirtschaftslehre an der Berufsakademie Mannheim und machte daneben eine Ausbildung bei Siemens Nixdorf. Seit 1992 arbeitete sie als Journalistin, zunächst bei der Westfalenpost in Menden, anschließend beim Westdeutschen Rundfunk (WDR) in Dortmund. 1995 und 1996 absolvierte Engelke ein Volontariat beim Norddeutschen Rundfunk (NDR) und war anschließend dort als Hörfunkredakteurin tätig. 1997 wurde sie Redakteurin im NDR-Parlamentsbüro in Bonn und 2000 Korrespondentin für den NDR im ARD-Hauptstadtstudio in Berlin. Von Juli 2007 bis 2012 arbeitete Engelke als Hörfunk-Korrespondentin in Washington. Anschließend war sie bis 2015 zusammen mit Ilka Steinhausen Pressesprecherin der ARD beim Norddeutschen Rundfunk. Seit 2016 leitete Engelke das ARD-Hauptstadtstudio des NDR-Hörfunks in Berlin. Von März 2017 bis März 2022 war Engelke Sprecherin des deutschen Bundespräsidenten Frank-Walter Steinmeier während dessen erster Amtszeit. Ihr folgte Cerstin Gammelin nach. Zum 1. Juli 2024 übernahm Engelke die Leitung der Gemeinschaftsredaktion Radio im ARD-Hauptstadtstudio in Berlin.
Anna Engelke ist seit dem 3. März 2011 mit dem Journalisten Jörg Thadeusz verheiratet. Sie ist Mitglied im Kuratorium des deutschen AFS Interkulturelle Begegnungen e.V.

## Schriften
- mit Jörg Thadeusz: Die Vereinigten Zutaten von Amerika: Lebensgeschichten aus einem großartigen Land. Kiepenheuer und Witsch, Köln 2012, ISBN 978-3-462-04451-5.
- hrsg. mit Jörg Thadeusz: Ruhrgebiet zwischen Sekt und Selters. Ars Vivendi, Cadolzburg 1998, ISBN 978-3-927482-68-5.